# Tadeusz Świecki
Tadeusz Świecki herbu Leszczyc (ur. 21 grudnia 1880 w Stawie, zm. 3 października 1945 w Kaliszu) – polski ziemianin, polityk i działacz społeczny, poseł na Sejm I i II kadencji w II RP z ramienia Związku Ludowo-Narodowego.

## Życiorys
Za działalność w kółku samokształceniowym został relegowany z gimnazjum w Chełmie. W latach 1891-1893 uczęszczał do Zakładu Naukowo-Wychowawczego Ojców Jezuitów w Chyrowie. Następnie kontynuował naukę w średniej szkole rolniczej w Czernichowie koło Krakowa. W 1896 zdał eksternistycznie maturę w gimnazjum w Samborze. Po zdaniu egzaminów rozpoczął studia przyrodnicze na Uniwersytecie Wiedeńskim oraz nauki polityczne w Paryżu, jednak studiów nie ukończył.
Zamieszkał w majątku Radomice. Został m.in. członkiem: Spółki Ziemiańskiej Kujawsko-Dobrzyńskiej I Zarządu Okręgowego Towarzystwa Rolniczego Ziemi Dobrzyńskiej. W miejscowości Głodowo (pow. lipnowski) stworzył rolniczą stację doświadczalną. Organizował również kursy rolnicze, na których także wykładał. W 1912 politycznie związał się Ligą Narodową i Stronnictwem Narodowo-Demokratycznym. W 1914 został prezesem Towarzystwa Kredytowego Ziemskiego w Płocku. W tym samym roku został prezesem powiatowego Komitetu Obywatelskiego i wiceprzewodniczącym Gubernialnego KO. W 1915 był inicjatorem założenia dziennika „Kurier Płocki”
Podczas I wojny światowej był członkiem organizacji samorządowych i pomocowych dla ofiar wojny w Płocku.  W 1916 brał udział w powołaniu Męskiego Seminarium Nauczycielskiego w Płocku. Był także reprezentantem Polskiej Macierzy Szkolnej w Okręgowej Radzie Szkolnej. Po wydaniu aktu 5 listopada przez władze niemieckie został członkiem Tymczasowej Rady Stanu, gdzie aż do jej rozwiązania zajmował się sprawami gospodarczo-aprowizacyjnymi.
Po odzyskaniu niepodległości bezskutecznie kandydował do Sejmu Ustawodawczego z ramienia Stronnictwa Narodowo-Demokratycznego. W 1919 stanął na czele zarządu okręgowego Związku Ludowo-Narodowego.  Podczas wojny polsko-bolszewickiej stworzył w Płocku Związek Obrony Ojczyzny. Był także kierownikiem Obywatelskiego Komitetu Obrony Państwa. Wziął udział w obronie Płocka przeciw wojskom 3. Korpusu Kawalerii Armii Czerwonej. W wyborach w 1922 uzyskał mandat posła z list Związku Ludowo-Narodowego. W Sejmie pracował w komisji rolnej. W wyborach w 1928 uzyskał reelekcję. Był członkiem, a następnie wiceprezesem Związku Ziemian w Warszawie. Należał również do Ligi Katolickiej w Płocku i Akcji Katolickiej.
Podczas II wojny światowej został w październiku 1939 aresztowany przez Niemców. Był więźniem obozów koncentracyjnych w Rudau (okolice Królewca) i Dachau. Z obozu w Dachau został zwolniony w 1942 i zamieszkał zamieszkał w Warszawie. Po upadku powstania warszawskiego powrócił do Radomic.
Zmarł w szpitalu w Kaliszu w 1945 na skutek obrażeń odniesionych podczas prac polowych. Został pochowany na cmentarzu w Stawie w powiecie kaliskim.

## Rodzina
Był synem Władysława Świeckiego, ziemianina i powstańca styczniowego, oraz Eugenii z domu de Sauvé. W 1912 ożenił się z Jadwigą Marią Garczyńską, z którą miał trójkę dzieci: synów Tadeusza i Witolda oraz córkę Irenę.

## Ordery i odznaczenia
- Krzyż Walecznych (1921)[4]
- Order Świętego Grzegorza Wielkiego[5]